# Русская почта в Болгарии
Русская почта в Болгарии — гражданская и военно-полевая почтовые службы, организованные правительством Российской империи на территории Болгарии и функционировавшие во второй половине XIX века.

## Османская империя
Россия относилась к ряду стран, имевших почтовые отделения в Османской империи, и содержала во второй половине XIX века почтовую службу на территории принадлежавшей туркам Болгарии. Через Болгарию проходил почтовый тракт Россия — Константинополь, и были организованы почтовые отделения. В Бургасе работало агентство Русского общества пароходства и торговли (РОПиТ). Для почтовых нужд использовались марки русской почты в Османской империи.

## Русско-турецкая война (1877—1878)

### Военно-полевая почта
Во время русско-турецкой войны 1877—1878 годов отступающая турецкая армия уничтожала телеграфные линии, также были сожжены многие почтовые и телеграфные станции.
12 (24) апреля 1877 года в Кишинёве начала работу русская военно-полевая почта. Её деятельность расширилась в мае того же года. Русские войска организовывали военно-полевые почтовые станции и тракты, восстанавливали уничтоженные телеграфные линии и строили новые. В том же 1877 году были организованы службы в Плоешти, где находилась тогда Главная квартира русской армии.
Солдатская и официальная корреспонденция отправлялась бесплатно. Заказные письма военных, а также вся переписка гражданских лиц, направлявшаяся в Россию, оплачивались по российскому внутреннему тарифу, за границу — соответственно, по заграничному тарифу. Почтовые марки за небольшим исключением, не употреблялись. На корреспонденции ставился штемпель, рисунок которого состоял из двух кругов и текста: «Полевая почтовая контора» и «Полевое почтовое отделение». Кроме этого, в нижней части в скобках ставился номер главной почтовой «конторы», а цифры с двух сторон обозначали порядковый номер подведомственной ей службы — «отделения». Реже употреблялся штемпель с текстом «БЕСПЛАТ.» в центре восьмиугольной рамки. Первоначально почта и телеграф были организованы только для русских войск, позднее они стали предоставлять услуги населению. Русская военно-полевая почта работала в Болгарии до мая — июня 1879 года.
По официальным документам полевая почта русской армии в Болгарии располагала 21 полевым почтовым учреждением, включая одну полевую почтовую контору и 20 полевых почтовых отделений.

### Гражданская почта

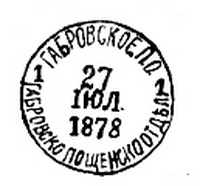
Почтовый штемпель Габровского почтового отделения (1878)

Перед Гражданским управлением при Штабе русской армии в Болгарии, помимо прочего, стояла задача по устройству почтовой службы в областях, лежавших вне театра военных действий, для дополнения полевой почты, а также для нужд болгарского гражданского населения. Работа почтовой службы русской гражданской администрации началась с создания на местах гражданского административного управления. 4 (16) июля 1877 года в торжественной обстановке в городе Свиштов было объявлено об учреждении первого областного гражданского управления болгарской земли. 28 июля того же года был принят проект, предусматривающий открытие почтовых станций на расстоянии 15 вёрст друг от друга. Каждая станция должна была иметь от 15 до 25 пар лошадей для обслуживания пассажиров и доставки корреспонденции.
Управляющими гражданской почтой в Болгарии были назначены Владимир Трубачёв и Константин Радченко, бывшие до этого почт-директорами Смоленской и Ковенской губерний, соответственно. На места заведующих почтовыми станциями из России были вызваны 38 почтовых чиновников. Остальные должности занимали болгары, знающие русский язык, которые впоследствии составили костяк служащих вновь созданной болгарской почты. Поставка лошадей и перевозка почты сдавались в аренду предпринимателям из России. Распоряжением от 25 сентября 1877 года для всех отправлений были введены российские почтовые тарифы. Первоначально почтовый сбор оплачивался наличными, а затем стали употреблять российские марки. Почтовые марки, штемпели, формуляры и канцелярский материал доставлялись из России.
Прежде всего была устроена почтовая линия, обеспечившая сообщение с Россией от Зимницы (ныне румынский город Зимнича) через Свиштов до Царевца. 17 (29) ноября 1877 года в Свиштове открылась первая почтовая контора, которая имела свой собственный штемпель. Он был круглый, с текстом на русском и болгарском языках. На следующий день почтовые станции были открыты в Царевце, Павлово, Бела, Горна-Студене и Пордиме, а через несколько дней и в других населённых пунктах.
В конце декабря 1877 года почтовая служба осуществлялась уже по шести трактам:
- Зимница — Свиштов — Царевец.
- Царевец — Горна-Студена — Болгарене — Пордим — Плевен — Зетёво — Ловеч — Севлиево — Габрово.
- Севлиево — Ново Село — Тырново.
- Габрово — Дреново — Тырново.
- Царевец — Павлово — Бела.
- Царевец — Павлово — Кочина — Тырново.

Эти почтовые линии служили в первую очередь для нужд русской армии и для перевозки пассажиров, затем на всех станциях была введена пересылка почтовых отправлений.
Начальник русского гражданского управления в Болгарии генерал Д. Г. Анучин циркуляром от 30 января 1878 года потребовал от губернаторов отдельных провинций предоставления ему проектов устройства почт во всех окружных городах. В результате в большинстве городов и на перекрёстках главных дорог в течение 1878 года открывались почтовые станции. По большому тракту, соединявшему Софию, почта отправлялась четыре раза в неделю, по другим — три раза. К 14 мая 1879 года было создано 15 почтовых трактов.
Почтовые штемпели и письма этого времени встречаются очень редко. Хорошо известны штемпели «Свиштовская п. к.» (п. к. — почтовая контора), «Тырновская п. к.», «Габровское п. о.» (п. о. — почтовое отделение). Со второй половины 1878 года стали употребляться и другие штемпели. Их рисунок — два круга с названием населённого пункта в верхней части на русском языке, а в нижней — на болгарском. Употреблялись также штемпели с названием города только на одном языке (сверху) и почтовой эмблемой (два рожка) или небольшим орнаментом (снизу).
В 1879 году русские марки были повсеместно выведены из почтового обращения и заменены марками Болгарии, а почтовая связь в стране перешла в подчинение болгарских властей.